# Rudolf Sahlberg
Rudolf Johan Olof Sahlberg (* 7. März 1879 in Stockholm; † 10. März 1949 ebenda) war ein schwedischer Filmkomponist, Arrangeur und Dirigent, der vor allem durch seine Arbeit in der Musik zu Stummfilmen bekannt wurde. Als Kapellmeister des Stockholmer Kinos Röda Kvarn, einem der führenden Lichtspielhäuser seiner Zeit, prägte er ab 1916 die musikalische Begleitung zahlreicher bedeutender Filme.

## Leben
Rudolf Sahlberg wuchs in einem musikgeprägten Umfeld auf, da seine Mutter, Alma Sahlberg, Komponistin war. Über seine musikalische Ausbildung gibt es nur wenige Informationen. Bevor Rudolf Sahlberg sich der Filmmusik zuwandte, war er als Musiker in Zirkussen, Varietés und Theatern tätig. Seit dem 1. Dezember 1916 war Rudolf Sahlberg Kapellmeister im Stockholmer Premierenkino Röda Kvarn, das von der Svensk Filmindustri betrieben wurde. Dort war er für die Musikarrangements verantwortlich und leitete das Orchester, das die Stummfilme live mit musikalischer Begleitung untermalte. Das 1915 eröffnete Kino zählte zu den bedeutendsten Lichtspielhäusern Schwedens, und seine Arbeit dort trug wesentlich zu seiner Bekanntheit bei. Die Musik wurde gezielt auf die Filme abgestimmt, um die dramaturgische und emotionale Wirkung zu verstärken. Anfang der 1920er Jahre galt das von Rudolf Sahlberg geleitete Orchester als eines der führenden Filmorchester Schwedens und spielte eine bedeutende Rolle in der Filmmusik des Landes. Seine musikalische Begleitung der Filme im Röda Kvarn wurde als „hervorragende Kinomusik“ beschrieben und seine Arbeit als Arrangeur und Orchesterleiter beeinflusste die Entwicklung der Filmmusik in Schweden maßgeblich. Svenska Musikerförbundet in Stockholm schlug vor, Kapellmeistern kleinerer Kinos kostenlose Besuche von Rudolf Sahlbergs Aufführungen zu ermöglichen, um von seiner Arbeit zu lernen, jedoch Svensk Filmindustri (SF) lehnte diesen Vorschlag ab. 1929 arrangierte er die Musik für Glücksmelodie (Säg det i toner), einen der ersten schwedischen Tonfilme, der als Meilenstein gilt. Die Musik wurde als einer der Hauptgründe für den Erfolg des Films hervorgehoben. Sahlberg arbeitete jedoch danach an keinen weiteren Tonfilmen. Seine Karriere als Kapellmeister endete 1930 mit dem Übergang vom Stumm- zum Tonfilm, als die Svensk Filmindustri vollständig auf Tonfilmapparate umstellte. Zu den bedeutendsten Filmen, die er musikalisch begleitete, zählen Gösta Berlings saga aus dem Jahr 1924 unter der Regie von Mauritz Stiller und der 1917 unter der Regie von Victor Sjöström Terje Vigen.